# PUBG Mobile
PUBG Mobile (tiếng Trung: 和平精英; bính âm: Hé Píng Jīng Yīng) là một trò chơi điện tử chiến đấu sinh tồn miễn phí do LightSpeed & Quantum Studio (một công ty con của Tencent Games) phát triển. PUBG Mobile là một trò chơi di động được chuyển thể từ PUBG: Battlegrounds. Phiên bản chính thức của trò chơi cho Android và iOS được phát hành vào ngày 19 tháng 3 năm 2018.
Trò chơi được phát hành bởi nhiều nhà phát hành ở các khu vực khác nhau, bao gồm Krafton, Tencent và VNG Games. Tính đến tháng 12 năm 2022, PUBG Mobile đã đạt khoảng 1,3 tỷ lượt tải xuống và đã thu về hơn 9 tỷ USD, khiến PUBG Mobile trở thành trò chơi di động có doanh thu cao thứ ba. PUBG Mobile cũng là trò chơi di động được chơi nhiều thứ hai mọi thời đại. Năm 2021, trò chơi ra mắt Battlegrounds Mobile India, PUBG Mobile phiên bản Ấn Độ và một trò chơi riêng biệt trong PUBG Universe, có tên gọi là New State Mobile.